# Никола Илиев (музикант)
Никола Илиев е български кларинетист.
Роден е на 7 март 1944 година в Конуш, Асеновградско. Завършва гимназия в Садово. През 1963 година основава Конушенския народен оркестър, който ръководи в продължение на десетилетия. Повлиян от Петко Радев, той се налага като едно от водещите имена в сватбарската музика от 70-те години.